# Armor Games
Armor Games, de son ancien nom Games of Gondor, est un site web qui propose de jouer a des jeux en ligne de type Flash, au même titre que des sites comme Miniclip, newgrounds ou encore kongregate.

## Principe
Ce site propose de jouer a des jeux via un navigateur web. Ils sont triés par catégories : MMO, action, aventure, arcade, jeu de tir, puzzle, stratégie, sport ou autre. Le visiteur peut noter les jeux de 0,5 à 10 sur 10, mais cela nécessite d'être enregistré en tant qu'utilisateur, avec un système de compte relié à une adresse e-mail. Sur la page d'accueil, le visiteur voit apparaître les jeux les plus récemment publiés, ainsi qu'une sélection des jeux les mieux notés du site.

## Équipe
Le site est dirigé par des administrateurs web qui encadrent des développeurs de jeux vidéo (indépendants ou non), des designers, artistes, ou encore architectes. Ils sont pour la plupart américains, mais certains sont européens ou asiatiques.
Les administrateurs tiennent à jour un blog, intitulé armorblog, où sont présentés les jeux en cours de développement ainsi que les démarches et expériences des développeurs dans la création de jeu ou encore des interviews de membres de l'équipe du site.